# Thomas Kennington

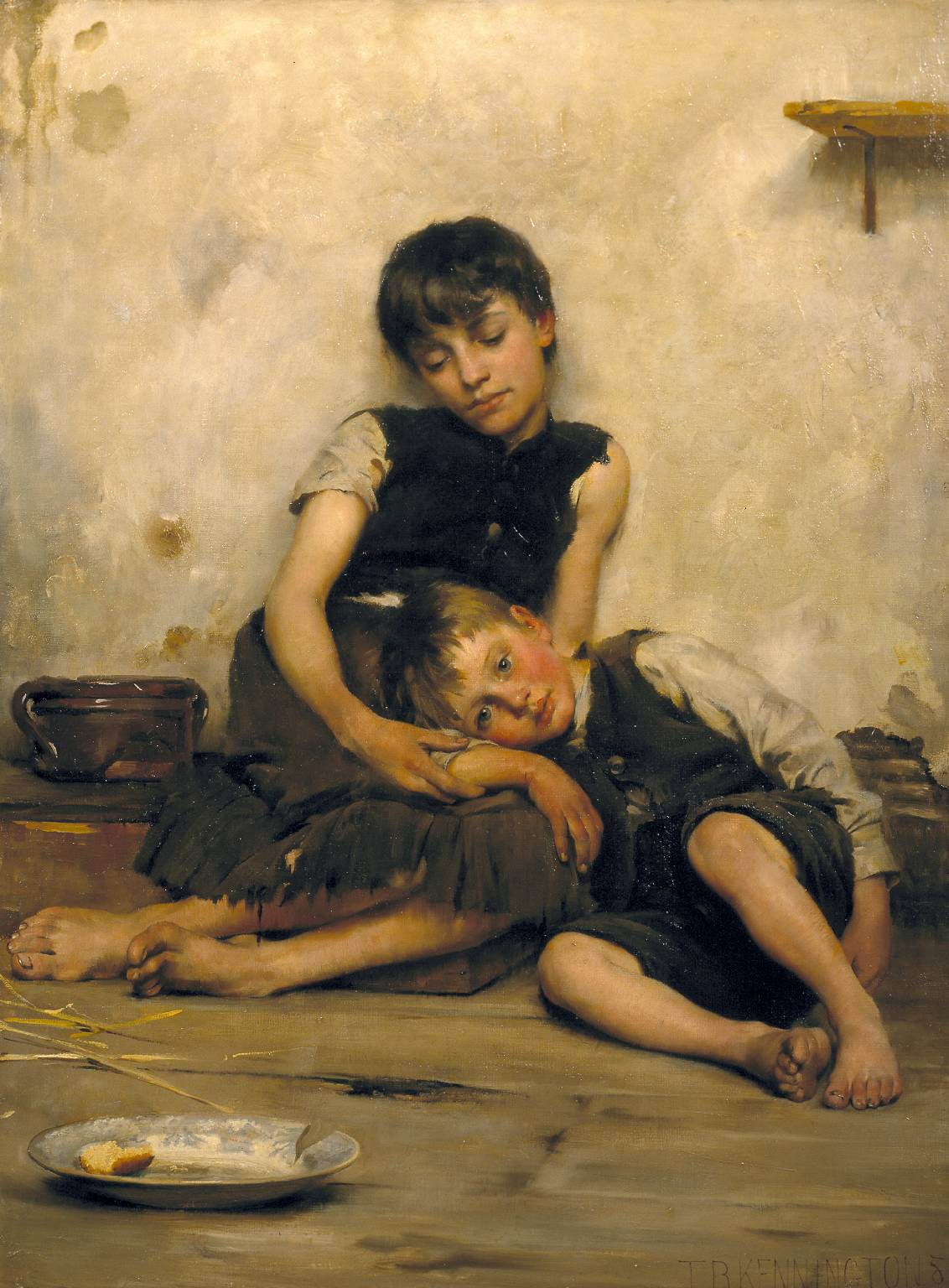
Orphans (1885)

Thomas Benjamin Kennington (Grimsby, 7 april 1856 – Londen, 10 december 1916) was een Engels kunstschilder.

## Leven en werk
Kennington ging naar de Liverpool School of Arts en de Royal College of Art (RCA) in Londen. Vervolgens studeerde hij aan de Académie Julian te Parijs, onder Bouguereau en Robert-Fleury. Terug in Londen opende hij een atelier in  Chelsea.
Kennington exposeerde meerdere malen bij de Royal Academy of Arts, de Royal Society of British Artists (RBA) en Grosvenor Gallery. Hij won een medaille tijdens de Wereldtentoonstelling van 1889 te Parijs.
Kennington schilderde veel genrewerken met een sociaal realistische inslag, in een geïdealiseerde stijl. Hierin werd hij beïnvloed door de Spaanse schilder Bartolomé Murillo. Daarnaast schilderde hij ook veel esthetische portretten, onder invloed van James McNeill Whistler, die een studio had vlak bij hem in de buurt.
Kennington overleed in 1916, op 60-jarige leeftijd. Zijn zoon Eric Kennington (1888–1960) werd ook een bekend kunstschilder en beeldhouwer.
Werk van Kennington is onder andere te zien in de Tate Gallery te Londen.

## Portretten

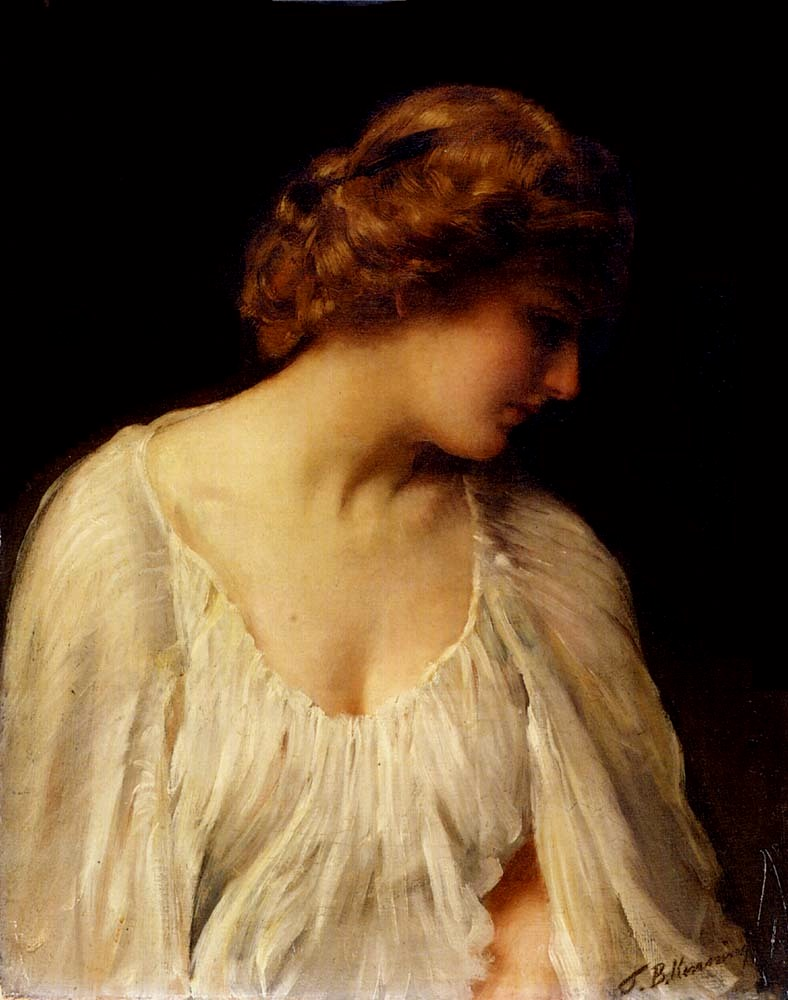
Contemplation
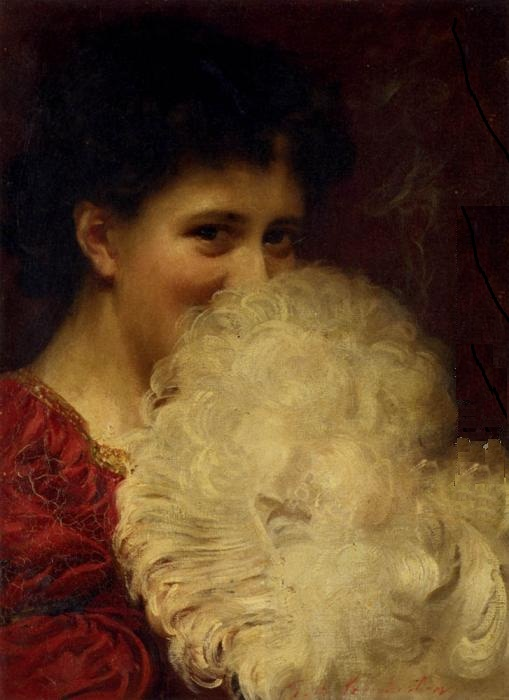
A Plume Of Smoke
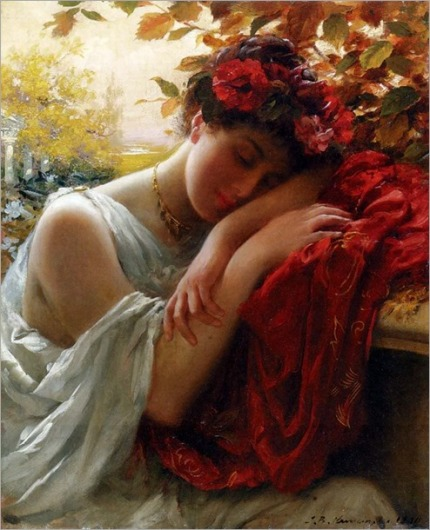
Autumn
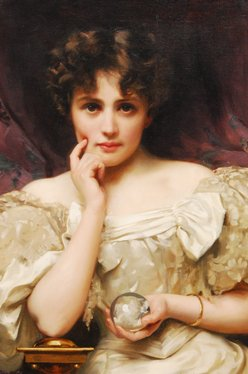
Christal Ball
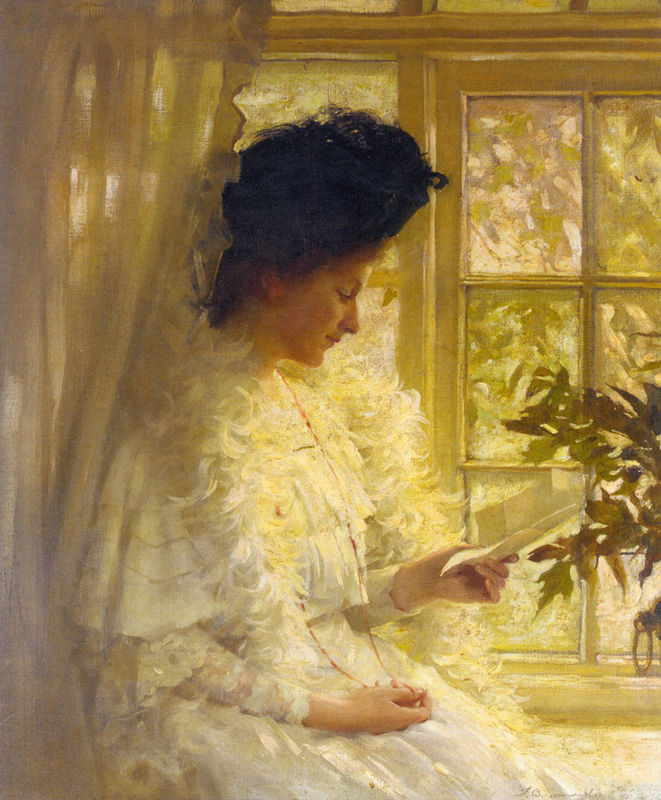
The Letter
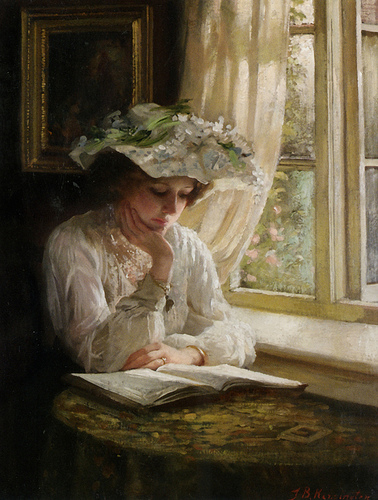
Lady Reading by a Window
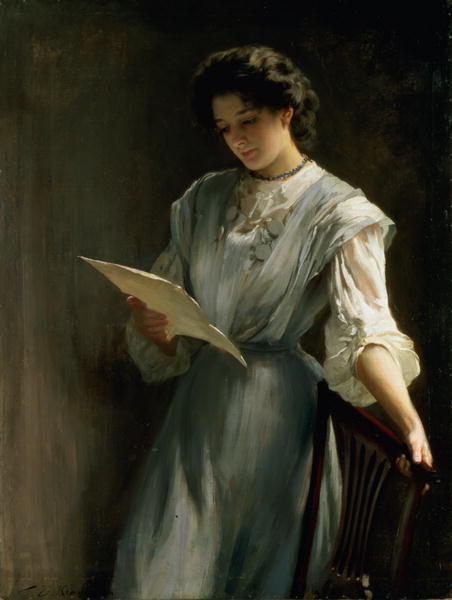
Reading the Letter
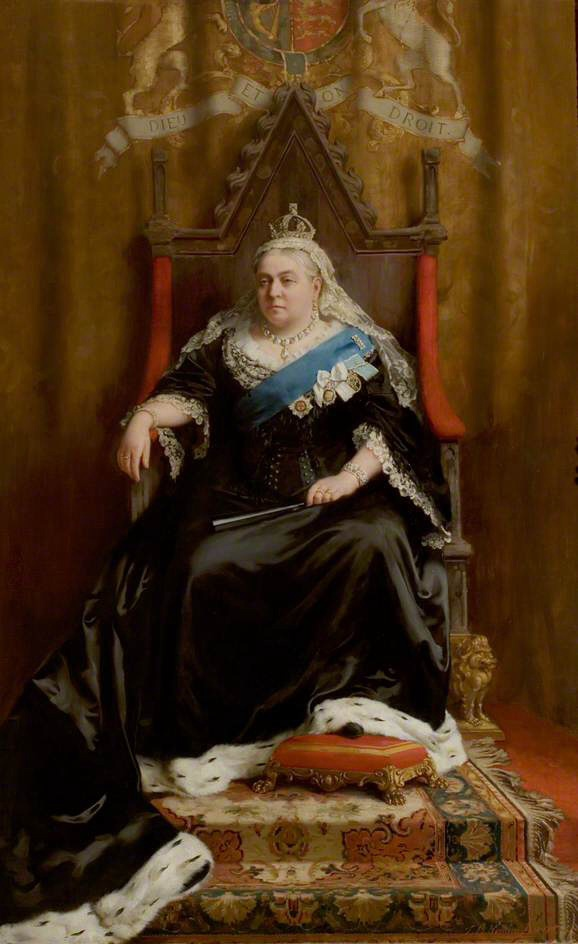
Koningin Victoria
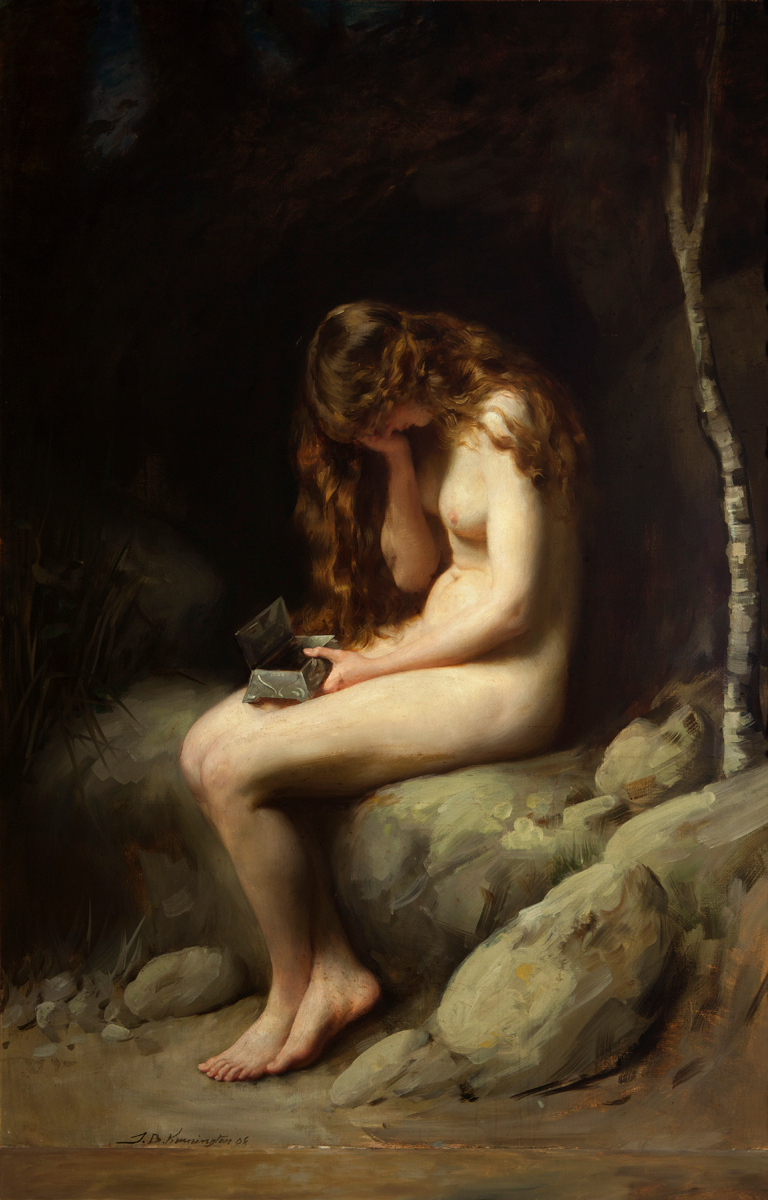
Pandora
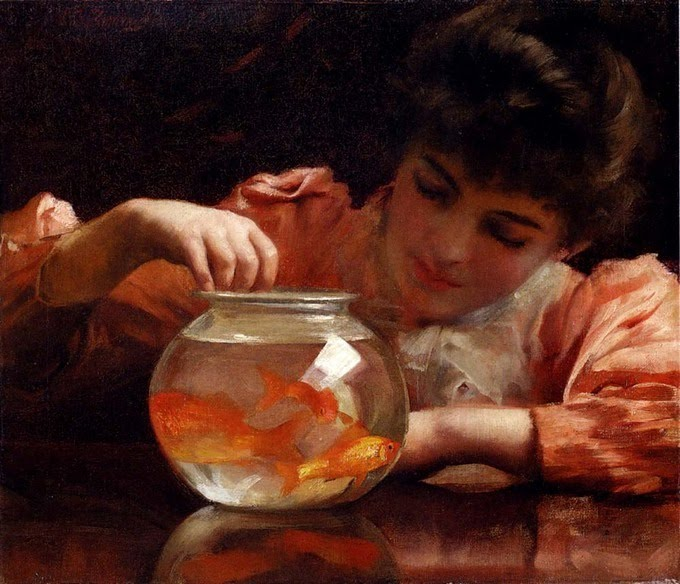
Fishbowl
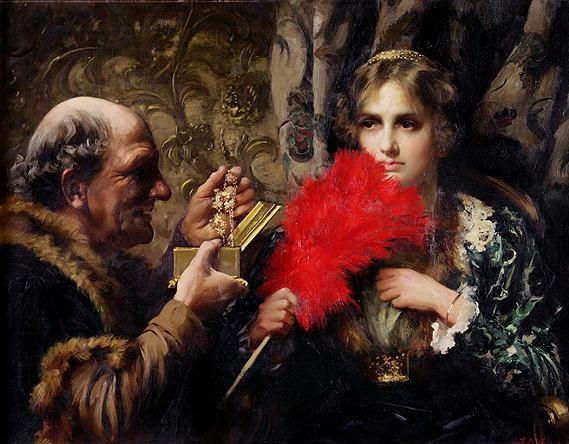
Temptation
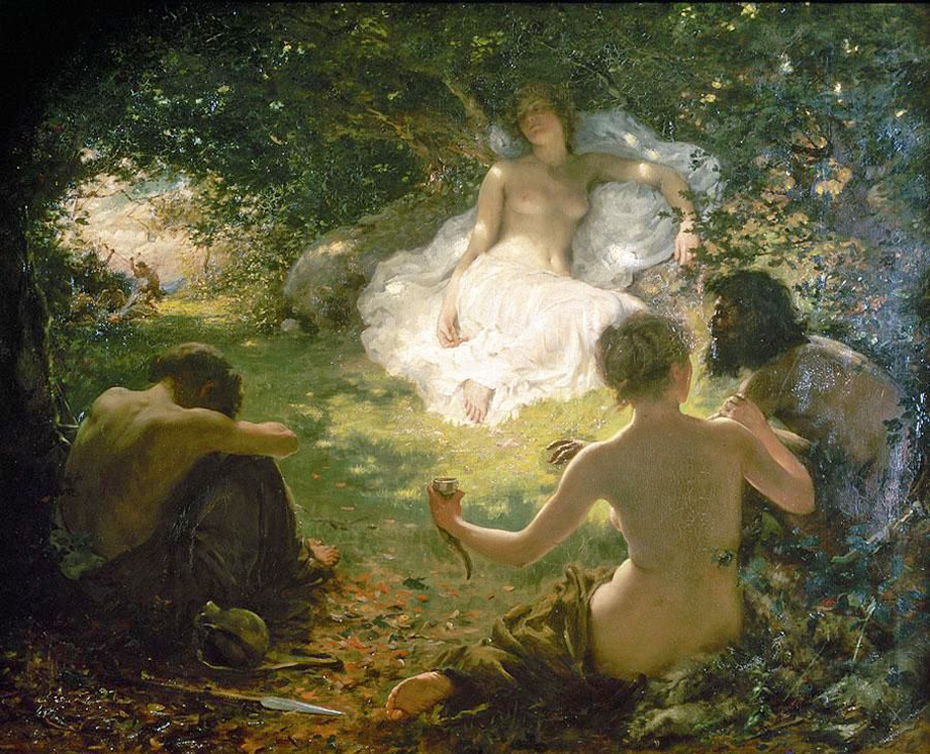
Serena